# Mom (Fernsehserie)/Staffel 8
Die achte Staffel der US-amerikanischen Sitcom Mom feierte ihre Premiere am 5. November 2020 auf dem Sender CBS. Die deutschsprachige Erstausstrahlung wurde vom 5. Mai bis zum 30. Juni 2021 auf dem deutschen Pay-TV-Sender ProSieben Fun gesendet.

## Darsteller
| Figur                       | Darsteller       | Deutscher Sprecher       |
| --------------------------- | ---------------- | ------------------------ |
| Bonnie Plunkett             | Allison Janney   | Traudel Haas             |
| Marjorie Armstrong-Perugian | Mimi Kennedy     | Isabella Grothe          |
| Jill Kendall                | Jaime Pressly    | Natascha Geisler         |
| Wendy Harris                | Beth Hall        | Gabriele Schramm-Philipp |
| Adam Janikowski             | William Fichtner | Peter Flechtner          |
| Tammy Diffendorf            | Kristen Johnston | Katrin Zimmermann        |
| Nebendarsteller             |                  |                          |
| Beatrice                    | Lauri Johnson    | Judith Steinhäuser       |
| Andy                        | Will Sasso       | Ingo Albrecht            |
| Trevor Wells                | Rainn Wilson     | Gerrit Schmidt-Foß       |
| Chef Rudy                   | French Stewart   | Michael Pan              |
| Paul                        | Reggie De Leon   | Armin Schlagwein         |
| Taylor                      | Chiquita Fuller  | Harriet Kracht           |

## Episoden
| Nr. (ges.) | Nr. (St.) | Deutscher Titel               | Originaltitel                           | Erstausstrahlung USA | Deutschsprachige Erstausstrahlung (D) | Regie                | Drehbuch | Zuschauer (USA) |
| --- | --------- | ----------------------------- | --------------------------------------- | -------------------- | ------------------------------------- | -------------------- | --- | --------------- |
| 153 | 1         | Pyjamaparty                   | Sex Bucket and the Grammar Police       | 5. Nov. 2020         | 5. Mai 2021                           | James Widdoes        | Alisa Neubauer, Adam Chase & Ilana Wernick Idee: Gemma Baker, Anne Flett-Giordano & Chelsea Myers                        | 4,82 Mio.       |
| Als Christy an die Ostküste geht, um Jura zu studieren, sind Bonnie und Adam sehr traurig, denn sie vermissen sie jetzt schon. Marjorie plant zu Tammys Geburtstag ein Essen, doch Bonnie schlägt vor, eine Pyjamaparty zu veranstalten. Sie verläuft etwas angespannt, weil Wendy bei einem Spiel erwähnt, dass ein Patient von ihr gestorben ist, als sie sich zwischen zwei Patienten entscheiden musste, die gleichzeitig Hilfe benötigt hätten. Marjorie verschweigt zunächst ein gesundheitliches Problem, gibt später Bonnie gegenüber zu, dass sie Probleme mit dem Herzen hat. Tammy ist verärgert, weil ihr Vater versucht, aus dem Gefängnis Kontakt mit ihr aufzunehmen. Schlussendlich ist sie aber trotzdem froh, als er sie anruft und gratuliert. |           |                               |                                         |                      |                                       |                      | |                 |
| 154 | 2         | Oh, Gary!                     | Smitten Kitten and a Tiny Boo-Boo Error | 12. Nov. 2020        | 5. Mai 2021                           | James Widdoes        | Gemma Baker & Ilana Wernick & Anne Flett-Giordano Idee: Alissa Neubauer & Adam Chase & Chelsea Myers                     | 5,21 Mio.       |
| Bonnie erwischt Adam, weil er ihren ersten Hochzeitstag vergessen hat. Sie schuldet Wendy nun 100 Dollar, weil sie gewettet hatten, wie lange die Ehe dauert. Bonnie tippte darauf, dass es kein Jahr sein wird. Marjorie hat einen neuen Mann kennengelernt. Gary (Kevin Dunn) kommt aus Chicago und nervt beim ersten Zusammentreffen die ganze Truppe mit seiner Besserwisserei. Auch bei einem gemeinsamen Abendessen mit Bonnie und Adam wird es nicht besser. Erst als er an einem AA-Treffen über sich und seine Probleme offen spricht, wird allen klar, weshalb Marjorie sich in ihn verliebt hat. Jill hat versehentlich eine riesige Summe für wohltätige Zwecke gespendet und holt sich einen Teil des Betrags wieder zurück. Danach fühlt sie sich vor Tammy schuldig, weil sie es zurückgefordert hat, auch am Shopping hat sie keine Freude mehr, weil ihr dauernd vor Augen geführt wird, wie viel die Kinder mit dem Geld machen könnten. Schließlich tut sie das Richtige und spendet nochmals. |           |                               |                                         |                      |                                       |                      | |                 |
| 155 | 3         | Romanze mit dem Rockstar      | Tang and a Safe Space for Everybody     | 19. Nov. 2020        | 12. Mai 2021                          | James Widdoes        | Warren Bell & Susan McMartin & Britté Anchor Idee: Nick Bakay & Sheldon Bull & Chandra Thomas                            | 5,07 Mio.       |
| Bonnie ist überrascht, als Rod Knaughton (Steve Valentine) von der 80er-Jahre-Band Sachet an einem Treffen teilnimmt. Nachdem Bonnie vor über 30 Jahren vier Nächte mit ihm verbracht hat, schwärmt sie immer noch von ihm. Im Café hofft sie, dass Rod sie wiedererkennt, ist jedoch enttäuscht, als Rod sich nicht an sie erinnert. Nachdem sie sich über ihn lustig gemacht hat, geht Bonnie mit Jill zu ihm nach Hause, um sich zu entschuldigen und erfährt, dass er bei seiner Mutter lebt und länger trocken ist, als er zugibt. Da er aber keinen Betreuer hat, stimmt sie zu, das Amt zu übernehmen. Tammy stellt fest, dass die Küche von Bonnie und Adam gar nicht behindertengerecht ist, als sie sieht wie Adam sich bemüht, Müsli auf dem obersten Regal zu erreichen. Sie offeriert, den Umbau zu machen, scheitert aber daran, weil der Besitzer des Gebäudes dies ihr verbietet, da sie keine Bewilligung für Umbauten an Elektrik und Wasser hat. So baut sie ihm wenigstens ein mobiles Regal. |           |                               |                                         |                      |                                       |                      | |                 |
| 156 | 4         | Beziehungsstress              | Astronauts and Fat Trimmings            | 3. Dez. 2020         | 12. Mai 2021                          | James Widdoes        | Nick Bakay & Warren Bell & Sheldon Bull Idee: Susan McMartin & Britté Anchor & Chandra Thomas                            | 5,17 Mio.       |
| Bonnie und Adam sind bei Jill und Andy zum Essen eingeladen. Sie merken bald, dass es zwischen den beiden kriselt. Bonnie versucht deshalb Jill ein paar Ratschläge zu geben und Adam erklärt Andy, wie er es schon so lange mit Bonnie aushält. So versuchen Jill und Andy netter miteinander umzugehen, was auch zu klappen scheint. Kurz darauf erhält Bonnie eine Nachricht von Jill, dass Andy gewünscht hat, dass sie eine Pause in ihrer Beziehung einlegen. Chefkoch Rudy hat seine Stelle im Restaurant verloren und Tammy hilft ihm dabei, ein Food-Truck-Geschäft zu eröffnen, doch Rudy ist hoffnungslos überfordert. Tammy hat sich geschworen, dass sie keine Gefühle mehr für ihn entwickelt, doch nun hat sie Mitleid mit ihm. Erst als Paul die zündende Idee hat, dass man die Coq au Vin in einem Taco servieren kann, läuft das Geschäft. Und Rudy und Tammy kommen sich wieder näher. |           |                               |                                         |                      |                                       |                      | |                 |
| 157 | 5         | Der Geist der letzten Liebe   | Sober Wizard and a Woodshop Workshop    | 17. Dez. 2020        | 19. Mai 2021                          | James Widdoes        | Gemma Baker & Alissa Neubauer & Adam Chase Idee: Warren Bell & Ilana Wernick & Anne Flett-Giordano                       | 4,59 Mio.       |
| Adams ist aufgeregt, denn zum ersten Mal seit seinem Unfall geht er wieder Skifahren. Bonnie kommt fast um vor Angst, im Traum erscheint ihr sogar Alvin, der sie aber beruhigen kann. Adam kehrt daraufhin heil zurück und überredet Bonnie, beim nächsten Mal mitzukommen. Jill unterstützt Tammy bei einem Programm für junge Mädchen, die Hilfe brauchen. Zunächst findet sie keinen Draht zu ihnen, als sie aber über ihre Beziehung zu Andy zu sprechen beginnt, gewinnt sie sofort ihre Aufmerksamkeit. Dies macht Tammy aber Sorgen, weil es der falsche Ansatz ist. |           |                               |                                         |                      |                                       |                      | |                 |
| 158 | 6         | Auszeit                       | Woo-Woo Lights and an Onside Kick       | 21. Jan. 2021        | 19. Mai 2021                          | James Widdoes        | Nick Bakay & Susan McMartin & Britté Anchor Idee: Warren Bell & Sheldon Bull & Nadiya Chettiar                           | 5,02 Mio.       |
| Zufälligerweise erfährt Jill, dass Andy einen neuen Partner bei der Polizei bekommen hat. Als sie dann noch erfährt, dass es eine Frau ist, vermutet sie, dass er eine Pause wollte, weil er eine Beziehung mit seiner neuen Partnerin begonnen hat. Sie beginnt ihnen nachzuspionieren, um herauszufinden, ob es wahr ist. Bonnie, später auch Tammy und Wendy kommen dazu. Als Wendy Jill erzählt, dass die neue Partnerin einen Freund hat, ist Jill erleichtert. Doch in diesem Moment entdeckt Andy die Überwachungsaktion und macht endgültig Schluss mit ihr. |           |                               |                                         |                      |                                       |                      | |                 |
| 159 | 7         | Zweitwohnsitz auf vier Rädern | S'Mores and a Sadness Cocoon            | 11. Feb. 2021        | 26. Mai 2021                          | James Widdoes        | Warren Bell & Alissa Neubauer & Adam Chase Idee: Gemma Baker & Ilana Wernick & Chandra Thomas                            | 5,45 Mio.       |
| Adam hat sich ein Wohnmobil ausgeliehen, Bonnies Wertschätzung dazu ist sehr gering, denn sie kann dem gar nichts abgewinnen. Als er dann noch zugibt, dass er es gekauft hat, ohne sie zu fragen, wird Bonnie sehr wütend. Nach einer Woche des Kampfes entschuldigt sich Adam und Bonnie akzeptiert. Jill freut sich auf einen Termin bei ihrem Zahnarzt, der wie eine Vaterfigur für sie ist, ist aber am Boden zerstört, als er erfährt, dass ihm nur noch wenige Monate bis zu seiner Pensionierung bleiben. |           |                               |                                         |                      |                                       |                      | |                 |
| 160 | 8         | Trennungsschmerz              | Bloody Stumps and a Chemical Smell      | 18. Feb. 2021        | 26. Mai 2021                          | James Widdoes        | Sheldon Bull & Anne Flett-Giordano & Nadiya Chettiar Idee: Nick Bakay & Susan McMartin & Britté Anchor                   | 5,34 Mio.       |
| Bonnie hat immer wieder seltsame Ideen, was sie mit dem Schlafzimmer von Christy machen soll. So beginnt sie zunächst bei ihrem Therapeuten Trevor zu üben, indem sie an seiner Einrichtung herummäkelt. Als sie dann beginnt zusammen mit Tammy das Zimmer aus- und umzuräumen merkt sie, wie sehr Christy ihr fehlt. Als Jill Bonnie zu Trevor begleitet, beginnt sie einen Flirt mit ihm, weil sie Andy immer mehr vermisst. Tammy hat Probleme mit dem Umgang von Marjorie, weil sie sie zu Hause ständig herumkommandiert. Adam schlägt ihr vor, dass sie ihn zu einem Treffen der Angehörigen von Alkoholikern begleitet. Sie erhält dort gute Ratschläge, die sie gleich bei Marjorie umzusetzen versucht, was aber gar nicht so einfach ist. Erst ein klärendes Gespräch hilft dann weiter. |           |                               |                                         |                      |                                       |                      | |                 |
| 161 | 9         | Therapeuten-Tête-à-Tête       | Whip-Its and Emotionally Attuned Babies | 25. Feb. 2021        | 2. Juni 2021                          | James Widdoes        | Gemma Baker & Alissa Neubauer & Ilana Wernick Idee: Warren Bell & Adam Chase & Chelsea Myers                             | 5,18 Mio.       |
| Bonnie beklagt sich bei Trevor, weil Adam in seiner Bar fast keine antialkoholischen Getränke auf der Karte hat. Er empfiehlt ihr, ihre Kreativität spielen zu lassen und deshalb kreiert sie einige alkoholfreie „Mocktails“ für die Speisekarte. Dabei stellt jedoch fest, dass ihre Begeisterung für das Mischen von Mocktails unheimlich ähnlich ist wie früher, als sie echte Cocktails zubereitete. Jill trifft Trevor in ihrem Saftladen und die beiden flirten heftig. Jill vertraut Marjorie an, dass sie mit Trevor ausgehen möchte, während Trevor seiner Therapeutin von seinen Gefühlen für Jill erzählt. Beiden wird gesagt, dass eine Beziehung verboten ist, solange Trevor Bonnie behandelt. Trevor trifft schließlich Jill und deckt einige tiefe emotionale Probleme aus ihrer Jugend auf, die ihre Anziehungskraft auf ihn erklären könnten. |           |                               |                                         |                      |                                       |                      | |                 |
| 162 | 10        | Laufpass am Valentinstag      | Illegal Eels and the Cantaloupe Man     | 4. März 2021         | 2. Juni 2021                          | James Widdoes        | Alissa Neubauer & Adam Chase & Sheldon Bull Idee: Susan McMartin & Ilana Wernick & Britté Anchor                         | 5,28 Mio.       |
| Bonnie, Jill, Marjorie und Tammy wollen im Krankenhaus Blut spenden gehen, dabei beobachten sie, wie Wendy einen attraktiven Arzt küsst. Sie finden heraus, dass er verheiratet ist und Wendy nur eine Affäre ist. Marjorie ist niedergeschlagen, nachdem Gary sich per SMS von ihr getrennt hat. Kurze Zeit später fällt sie ungeschickt und bricht sich das Handgelenk. Adam und Bonnie wollen ihren ersten Valentinstag als Ehepaar gebührend feiern und gehen in ein schickes Lokal. Dort treffen sie zufällig auf Jill, da sie alleine ist bitten sie sie an ihren Tisch. Später kommen auch noch Marjorie, Tammy und Wendy dazu. Adam macht Bonnie ein herzerwärmendes Geschenk und merkt an, dass er gewusst hat, dass er, wenn er Bonnie heiratet, auch alle ihre Freundinnen mit heiratet. |           |                               |                                         |                      |                                       |                      | |                 |
| 163 | 11        | Männersache                   | Strutting Peacock and Father O’Leary    | 11. März 2021        | 9. Juni 2021                          | Rebecca Ancheta Blum | Nick Bakay & Anne Flett-Giordano & Nadiya Chettiar Idee: Sheldon Bull & Susan McMartin & Britté Anchor                   | 4,67 Mio.       |
| Adam ist Redner bei einem kombinierten Al-Anon/AA-Treffen und freundet sich zu Bonnies Verdruss mit ihrem Schützling Rod (Steve Valentine) an. Bonnie wird wütend auf Adam, nachdem Rod verrät, dass er lieber einen männlichen Betreuer hätte, da er in der Nähe von Frauen nicht er selbst ist. Dies bestätigt sich, als Jill Rod in ihrer Lieblingsboutique begegnet und sie bissige Bemerkungen austauschen. Aber das hält sie nicht davon ab, beim nächsten Aufeinandertreffen vor Bonnies Haustür zunächst zu streiten und danach zusammen zu schlafen. Daraufhin sagt Rod zu Bonnie, dass er einen neuen Betreuer möchte, am liebsten einen Mann. Doch Bonnie stellt ihn Marjorie vor, in der Hoffnung, dass sie seine Betreuerin sein wird. |           |                               |                                         |                      |                                       |                      | |                 |
| 164 | 12        | Die pikante Plakatwand        | Tiny Dancer and an Impromptu Picnic     | 1. Apr. 2021         | 9. Juni 2021                          | Nick Bakay           | Susan McMartin, Britte Anchor and Nadiya Chettiar Idee: Nick Bakay, Sheldon Bull and Chelsea Myers                       | 5,00 Mio.       |
| Bonnie ist schockiert und entsetzt, als Adam sie zu einer riesigen Werbetafel eines örtlichen Stripclubs fährt, auf der ein 20-jähriges Bild von Christy zu sehen ist. Als sich der Clubbesitzer (Bob Odenkirk) weigert, das Bild zu entfernen, plant Bonnie zusammen mit Tammy, das Plakat mit Farbe zu überstreichen. Da Marjorie Angst hat, dass sie deswegen in Schwierigkeiten geraten, redet sie auf Tammy ein, nicht mitzumachen. Doch Bonnie klaut ihr die Autoschlüssel und macht sich alleine auf den Weg. So bleibt den Anderen nichts übrig, als ihr nachzufahren. Rod und Adam diskutieren über den respektvollen Umgang mit Frauen, was Rod dazu inspiriert, sich an Jill zu wenden um sich bei ihr zu entschuldigen, weil er unhöflich zu ihr war. Daraufhin haben Jill und er fast wieder Sex. |           |                               |                                         |                      |                                       |                      | |                 |
| 165 | 13        | Abbitte? Ja, bitte!           | Klondike-Five and a Secret Family       | 8. Apr. 2021         | 16. Juni 2021                         | James Widdoes        | Nick Bakay & Warren Bell & Robyn Morrison Idee: Adam Chase & Susan McMartin & Anne Flett-Giordano                        | 4,93 Mio.       |
| Bonnie findet zufällig Adams Liste seiner schlechten Verhaltensweisen gegenüber Frauen, die er eigentlich abarbeiten sollte, indem er sich bei ihnen entschuldigt. Sie ermutigt ihn, dies nun zu tun, aber er fällt schon nach dem ersten Anruf in ein Loch, als er erfährt, dass die Frau gestorben ist. Adam flüchtet daraufhin vor Bonnie und kann nur mit Marjorie darüber sprechen. Sie empfiehlt im aber, die Dinge in Ordnung zu bringen und mit Bonnie darüber zu sprechen. Nur so kann er sich mit seiner Vergangenheit befassen. Angestachelt durch Adams Entschuldigungstour findet auch Tammy, sie sollte sich mal damit befassen. Also besucht sie das Steakhouse, das sie damals überfallen hat und beginnt mit dem deprimierten Manager darüber zu diskutieren, wie die Art der Wiedergutmachung aussehen soll. Schließlich lädt sie die Gruppe zum Essen im Steakhouse ein. |           |                               |                                         |                      |                                       |                      | |                 |
| 166 | 14        | Neidisch auf Tammy            | Endorphins and a Toasty Tushy           | 15. Apr. 2021        | 16. Juni 2021                         | James Widdoes        | Gemma Baker & Ilana Wernick & Nadiya Chettiar & Matthew McGeehan Idee: Alissa Neubauer & Sheldon Bull & Britté Anchor    | 5,35 Mio.       |
| Tammy braucht einen Lastwagen für ihr aufkeimendes Bauunternehmen und nimmt Bonnie mit, um einen zu kaufen. Dies erweist sich als hilfreich, weil Bonnie gut verhandeln kann und den Preis noch drückt. Aber nachdem Tammy mit Bargeld bezahlt, fühlt sich Bonnie wie eine Versagerin und ist sowohl eifersüchtig auf Tammys Erfolg als auch verärgert über ihre Eifersucht. Schließlich gibt Bonnie gegenüber Tammy zu, wie sie sich fühlt und bietet Tammy ihre Hilfe an. Nachdem die beiden festgestellt haben, dass sie ein gutes Team sind, einigen sie sich darauf, das Geschäft zukünftig gemeinsam zu betreiben. Wendys Enthusiasmus für einen Tanzkurs trotz ihres schlechten Stils lässt Jill erkennen, dass sie aufgrund ihres Perfektionismus viele gute Dinge verpasst hat, so auch einen Töpferkurs, den sie abgebrochen hat, weil sie es nicht konnte. Wendy ermutigt sie, es nochmals zu versuchen, daraufhin stattet Jill Andy einen Besuch ab, wo sie ihm ein schlecht gemachtes Stück aus dem Kurs gibt und ihm sagt, dass ihre gemeinsame Zeit nicht perfekt war, aber es war wunderbar und sie bereut nichts davon. |           |                               |                                         |                      |                                       |                      | |                 |
| 167 | 15        | Durch Schein zum Sein         | Vinyl Flooring and a Cartoon Bear       | 22. Apr. 2021        | 23. Juni 2021                         | James Widdoes        | Ilana Wernick & Britté Anchor & Nadiya Chettiar & Alexandra Melnick Idee: Gemma Baker & Alissa Neubauer & Sheldon Bull   | 5,04 Mio.       |
| Bonnie und Tammy haben ihr neues gemeinsames Unternehmen „PlunkenDorf“ gegründet, aber bereits beim ersten Kunden wird es Tammy schnell unwohl, weil Bonnie Sachen über sie erzählt, die gar nicht stimmen, um den Auftrag zu bekommen. Tammy bekommt deswegen Quaddeln und muss sich ständig kratzen. Weil sie mit den Lügen nicht mehr umgehen kann, erzählt sie ihrem ersten Kunden die Wahrheit und er feuert sie, was zu einem großen Streit zwischen den beiden Frauen führt. Marjorie hilft Bonnie zu erkennen, dass sie nicht mehr die unehrliche Gaunerin sein muss, und Adam sagt Tammy, dass Bonnie sich halt so benimmt, es aber nicht böse meint. Sie gehen zurück zum Kunden und sagen ihm die Wahrheit. Die Kombination aus Ehrlichkeit und ihrer Zustimmung, Zeit mit seiner nervigen Schwiegermutter zu verbringen, bringt ihnen den Auftrag zurück. Jill geht Höhen und Tiefen durch, um Zucker aus ihrer Ernährung zu streichen, kann aber nicht lange durchhalten, weil sie feststellt, dass sie ausgerechnet an ihren Brüsten abnimmt, was ihr gar nicht gefällt. |           |                               |                                         |                      |                                       |                      | |                 |
| 168 | 16        | Der böse Zauberer             | Scooby-Doo Checks and Salisbury Steak   | 29. Apr. 2021        | 23. Juni 2021                         | James Widdoes        | Adam Chase & Anne Flett-Giordano & Emlyn Crenshaw Idee: Nick Bakay & Warren Bell & Susan McMartin & Chandra Thomas       | 5,30 Mio.       |
| Bonnie ist irritiert über ihrem Therapeuten Trevor, dann er ignoriert sie bei den Sitzungen. Dabei ist beunruhigt, dass Adam es nicht mehr schätzt, sie zu küssen. Sie findet heraus, dass Trevor ein Wiedersehen mit seiner Ex-Frau in Betracht zieht, die ihm untreu war und ihn bei ihrer Scheidung am Boden zerstört hat. Nachdem er später zugibt, dass er immer noch Gefühle für ein Mädchen hat, das er in der High School geliebt hat, überredet Bonnie ihn, sie anzurufen und um ein Date zu bitten. Bei einem Besuch in ihrer Bank trifft Jill auf Andy, kurz danach wir die Bank überfallen. Andy beschützt Jill, während sie am Boden in Deckung gehen und beide geben gegenseitig zu, dass sie sich vermissen, was zu einem leidenschaftlichen Kuss führt. Nachdem der Überfall beendet ist, beschließen sie, es noch einmal gemeinsam zu versuchen. Adam ist gar nicht erfreut darüber, dass Bonnie aufgrund von Trevors Auszeit drei Monate ohne Therapeuten sein wird. Da gibt er Bonnie einen Kuss, der sie sehr glücklich macht. |           |                               |                                         |                      |                                       |                      | |                 |
| 169 | 17        | Ein Abend für Marjorie        | A Community Hero and a Wide Turn        | 6. Mai 2021          | 30. Juni 2021                         | James Widdoes        | Sheldon Bull & Britté Anchor & Nadiya Chettiar Idee: Gemma Baker & Alissa Neubauer & Ilana Wernick & Anne Flett-Giordano | 5,29 Mio.       |
| Marjorie wird als Gemeindeheldin des Napa Valley geehrt und ihr irriger Glaube, dass Bonnie sie nominiert hat, bringt sie dazu, Bonnie zu bitten, ihre Laudatio bei der Zeremonie zu halten. Bonnie plant eine bissige Rede, die Adam für eine sehr schlechte Idee hält. Bei der Gala gibt es dann aber einige Probleme: Jill wird schlecht, sie muss sich auf der Toilette übergeben, Wendys trägerloses Kleides führt zu einem peinlichen Zwischenfall und Tammy flirtet mit dem hübschen Fahrer der Limousine, der sie hergebracht hat. Marjorie kümmert sich um Jill, und als Bonnie die Bühne betritt ist nur noch Adam anwesend. Deshalb verwirft sie ihre geplante Rede und spricht stattdessen ziemlich emotional darüber, was für eine gute Person Marjorie ist. Marjorie erfährt dies erst später und ist am Ende doppelt gerührt, als ihr Sohn Jerry doch noch zur Zeremonie auftaucht. Dabei erfährt sie, dass er derjenige war, der sie für Preis nominiert hat. Tammy hat in der Zwischenzeit Jill einen Schwangerschaftstest gebracht, der positiv ausfällig. Sie will es Andy sagen, weiß aber nicht, wie er reagieren wird. Ihre Zweifel sind aber unbegründet. |           |                               |                                         |                      |                                       |                      | |                 |
| 170 | 18        | Die dankbare Alkoholikerin    | My Kinda People and the Big To-Do       | 13. Mai 2021         | 30. Juni 2021                         | James Widdoes        | Chuck Lorre & Nick Bakay & Gemma Baker & Warren Bell                                                                     | 6,17 Mio.       |
| Beim jüngsten AA-Treffen ist auch Shannon (Melanie Lynskey) anwesend. Sie ist nicht beeindruckt von den Geschichten, die sie darüber hört, wie gut das Leben aller ist und läuft davon. Bonnie rennt ihr nach und bringt Shannon dazu, sich mit ihr auf einen Kaffee zu treffen, wo die Gruppe Shannon sowohl schockiert als auch beeindruckt mit ihren Geschichten über vergangene Gefängniszeiten, zerbrochene Familienbeziehungen und Obdachlosigkeit. Adam sagt Bonnie, dass sein Arzt einen Schatten auf seinem Röntgenbild der Lunge gesehen hat und er eine weitere Untersuchung braucht, um zu sehen, ob er Krebs hat. Bonnie ruft Marjorie an, um die verheerenden Neuigkeiten zu besprechen, aber sie bekommt auch Anrufe von Shannon, die mit ihrer Mutter Jolene streitet und Jill, die Andy am nächsten Tag heiraten will, und kann kaum alle Informationen zusammengehalten. Bei der Untersuchung stellt sich heraus, dass Adam wirklich Lungenkrebs hat, aber er wurde in einem frühen Stadium entdeckt und ist gut behandelbar. Danach treffen sie sich alle im Gerichtsgebäude, wo Jill und Andy heiraten. Dann gehen sie zu einem Treffen, in dem Bonnie eine herzliche Rede darüber hält, dass sie keine Angst mehr vor Drogen- und Alkoholmissbrauch hat und zuerst an andere Menschen denkt und zu dem Schluss kommt, dass sie wirklich eine dankbare Alkoholikerin ist. Sie setzt sich und Wendy geht nach vorne und fragt „Wer möchte noch etwas sagen?“. |           |                               |                                         |                      |                                       |                      | |                 |